# التانا
التانا (به لاتین: Alțâna) یک منطقهٔ مسکونی در رومانی است که در commune of Romania واقع شده‌است.

## خصوصیات
التانا ۸۳٫۳۲ کیلومترمربع مساحت و ۱٬۶۲۱ نفر جمعیت دارد.